# Dolno Štrbovo
Dolno Štrbovo (makedonska: Долно Штрбово) är en ort i Nordmakedonien. Den ligger i kommunen Resen, i den sydvästra delen av landet, 120 kilometer söder om huvudstaden Skopje. Dolno Štrbovo ligger 901 meter över havet och antalet invånare är 184. Den ligger vid Prespasjön.